# Marysin (Czechów)
Marysin – część wsi Czechów w Polsce, położona w województwie świętokrzyskim, w powiecie pińczowskim, w gminie Kije.
W latach 1975–1998 Marysin administracyjnie należał do województwa kieleckiego.